# Janesville (Minnesota)
Janesville és una població dels Estats Units a l'estat de Minnesota. Segons el cens del 2000 tenia 2.109 habitants.

## Demografia
Segons el cens del 2000, Janesville tenia 2.109 habitants, 816 habitatges, i 580 famílies. La densitat de població era de 636,2 habitants per km².
Dels 816 habitatges en un 35% hi vivien nens de menys de 18 anys, en un 60,3% hi vivien parelles casades, en un 7,4% dones solteres, i en un 28,9% no eren unitats familiars. En el 25,5% dels habitatges hi vivien persones soles el 12,6% de les quals corresponia a persones de 65 anys o més que vivien soles. El nombre mitjà de persones vivint en cada habitatge era de 2,54 i el nombre mitjà de persones que vivien en cada família era de 3,05.
Per edats la població es repartia de la següent manera: un 27,1% tenia menys de 18 anys, un 9,3% entre 18 i 24, un 28,4% entre 25 i 44, un 19,2% de 45 a 60 i un 16% 65 anys o més.
L'edat mediana era de 34 anys. Per cada 100 dones de 18 o més anys hi havia 89,1 homes.
La renda mediana per habitatge era de 41.667 $ i la renda mediana per família de 51.111 $. Els homes tenien una renda mediana de 31.675 $ mentre que les dones 21.492 $. La renda per capita de la població era de 17.443 $. Entorn de l'1,4% de les famílies i el 3,7% de la població estaven per davall del llindar de pobresa.

## Poblacions més properes
El següent diagrama mostra les poblacions més properes.